# Norbert Maliszewski
Norbert Ernest Maliszewski (ur. 14 czerwca 1976 w Otwocku) – polski psycholog społeczny, profesor Uniwersytetu Kardynała Stefana Wyszyńskiego, doktor habilitowany, wykładowca, komentator polityczny, publicysta, polityk. W latach 2019–2023 szef Centrum Analiz Strategicznych, przekształconego w sierpniu 2021 w Rządowe Centrum Analiz. Od stycznia 2021 do września 2021 podsekretarz stanu a od października 2021 roku do grudnia 2023 sekretarz stanu w Kancelarii Premiera.

## Życiorys
W 2000 uzyskał tytuł magistra psychologii na Wydziale Psychologii Uniwersytetu Warszawskiego. W 2004 obronił napisaną pod kierunkiem Marii Jarymowicz pracę doktorską Wpływ utajonej postawy (spójnej bądź niespójnej z postawą jawną) na zachowanie w warunkach funkcjonowania automatycznego i refleksyjnego. W 2013 otrzymał stopień doktora habilitowanego na Wydziale Psychologii Uniwersytetu Warszawskiego na podstawie dzieła Dynamiczna teoria postaw. O relacji postaw jawnych i utajonych. Jego zainteresowania naukowe obejmują zachowania polityczne, psychologię ekonomiczną, problematykę postaw i ich pomiaru, w tym w sposób pośredni. Koordynator Project Implicit w Polsce. 
Jest zatrudniony jako profesor nadzwyczajny w Instytucie Psychologii Uniwersytetu Kardynała Stefana Wyszyńskiego. Był wykładowcą Uniwersytetu Warszawskiego i Szkoły Wyższej Psychologii Społecznej. Jest autorem, współautorem i redaktorem kilkudziesięciu publikacji naukowych. Publikował artykuły na temat polskiej sceny politycznej w prasie, m.in. w „Polska The Times”, „Rzeczpospolitej” i „Wprost”; a także w Internecie w portalu onet.pl, wp.pl, interia.pl. Jest regularnie zapraszany jako komentator polityczny m.in. do telewizji Polsat News, TVP Info, TV Republika. Zaangażowany w sprawy społeczne, działania w stowarzyszeniach i fundacjach m.in. członek Rady CBOS.
Od 12 grudnia 2019 do 11 grudnia 2023 szef Centrum Analiz Strategicznych, przekształconego w sierpniu 2021 w Rządowe Centrum Analiz. W tym czasie pełnił także rolę zastępcy Przewodniczącego Zespołu do spraw Programowania Prac Rządu. Od czerwca 2020 roku do grudnia 2023 roku Przewodniczący Rady Monitorowania Portfela Projektów Strategicznych. Od stycznia 2021 do września 2021 podsekretarz stanu a od października 2021 roku do grudnia 2023 sekretarz stanu w Kancelarii Premiera.   
Wybrane publikacje 
- 2005 – Regulacyjna rola postawy utajonej. Warszawa: Wydawnictwa Uniwersytetu Warszawskiego (autor)
- 2006 – Nowe kierunki poszukiwań po dekadzie badań postawy utajonej. Warszawa: Wydawnictwa Uniwersytetu Warszawskiego (redaktor)
- 2007 – Koń trojański w reklamie społecznej. Warszawa: Medical Tribune (autor)
- 2008 – Jak zaprogramować wyborcę. Warszawa: Difin (autor)
- 2009 – Postawy Polaków wobec Unii Europejskiej. Jawne i ukryte wybory. Warszawa: Difin (autor)